# 레벨 유럽
레벨 유럽(영어: Level Europe)은 오스트리아의 항공사이다. 암스테르담 스히폴 공항과 비엔나 국제공항에서 레벨 브랜드로 유럽 내 단거리 항공편을 운항했다. 2018년 7월 17일 첫 비행을 하여 2020년 6월 18일 폐업을 했고, 같은 날 운항을 중단했다.

## 역사
레벨 유럽은 2017년 11월 스페인의 항공사 부엘링 항공의 자회사로 설립되었으며, IAG에서 탈퇴한 니키 항공과 그 자산을 성공적으로 취득할 경우 '부엘링 오스트리아'라는 브랜드로 비엔나 국제공항에서 항공편을 운항할 계획이었다. 2018년 6월 28일, IAG는 에어 베를린의 에어버스 A321 항공기 4대를 인수 받아 운항 하려던 계획했던 '부엘링 오스트리아'와는 반대로, 2018년 7월 17일부터 2018년 8월 13일까지 14개의 목적지를 취항할 것이라고 발표했다.
2019년 3월 14일, IAG는 2019년 4월 6일부터 암스테르담 스히폴 공항에 새로운 노선을 개설하기 위해 7개의 노선과 3대의 에어버스 A320 항공기가 2019년 3월부터 8월까지 부엘링 항공에서 이전될 예정이다. 2019년 12월 말, 항공사는 아니스 루프트파트(영어: Anisec Luftfahrt)에서 유럽 레벨로 변경되었다.
2020년 3월, 레벨 유럽 비행대는 COVID-19로 인한 항공 여행 수요가 급감하면서 운항이 중단되었다. 운항이 재개되기 전인 2020년 6월 18일, 항공사는 즉각적인 효과로 운항을 중단하고 폐업에 들어갈 것이라고 발표했다.

## 같이 보기
- 부엘링 항공
- 레벨 (항공사)